# Obligado (Paraguay)
Obligado ist eine Stadt und ein Distrikt im Departamento Itapúa im Süden von Paraguay, 35 km von Encarnación entfernt. Sie wurde von deutschen Einwanderern gegründet und zählt etwa 17.000 Einwohner. Sie grenzt an die Stadt Hohenau, beide Stadtzentren werden nur durch eine Hauptstraße getrennt.

## Geschichte
Das Land, auf dem sich die Stadt befindet, gehörte anfangs einem Argentinier namens Dr. Obligado. Im Jahr 1912 wurden die Parzellen vermessen und 40.000 Hektar an deutsche Kolonisten verkauft. Die Gründungsväter der Kolonie waren Rudolf Müller und Wilhelm Ymlauer. Der neue Ort wurde nach dem vorangegangenen Landbesitzer Obligado benannt. Es war nach Hohenau die zweite deutsche Kolonie innerhalb der Vereinten Kolonien von Itapúa, zu denen auch Bella Vista gehört. Später kamen auch Einwanderer aus der Schweiz, Belgien, der Ukraine, Russland, Polen, Japan und anderen Ländern hinzu.

## Wirtschaft
Der fruchtbare Boden begünstigt die Landwirtschaft und Viehzucht, in denen 80 % der Einwohner beschäftigt sind. Es werden Soja, Mais und Weizen angebaut sowie Rinder und Schweine gezüchtet. Aber auch der Handel und das Dienstleistungsgewerbe spielen eine wirtschaftliche Rolle. Es gibt u. a. große Supermärkte, Apotheken, Banken, verschiedene Dienstleistungsunternehmen, Luxushotels und eine Universität. Der Distrikt Obligado gilt als der reichste und modernste der Vereinten Kolonien und als das größte Industriezentrum von Itapúa.